# Enmanuel Viloria
Pour les articles homonymes, voir Viloria.
Viloria  Vieras est un nom espagnol. Le premier nom de famille, en général paternel, est Viloria ; le second, en général maternel, souvent omis, est Vieras.
Enmanuel Viloria, né le 11 août 2001, est un coureur cycliste vénézuélien.

## Biographie
En 2021, Enmanuel Vitoria prend la deuxième place du championnat du Venezuela du contre-la-montre, chez les élites et les espoirs. L'année suivante, il finit huitième du Tour du Venezuela. Il obtient également de bons résultats dans des courses du calendrier national. 
Lors de la saison 2023, il montre de nouveau ses qualités de rouleur en devenant champion du Venezuela du contre-la-montre espoirs,. Il améliore par ailleurs son rang sur le Tour du Venezuela en terminant quatrième du classement général, avec le gain d'une étape. En janvier 2024, il passe tout proche d'un succès de prestige en se classant deuxième d'une étape de montagne au Tour du Táchira. 

## Palmarès sur route

### Par année
- 2021
  - 2e du championnat du Venezuela du contre-la-montre
- 2022
  - 3e étape du Clásico Virgen de la Consolación
  - 3e du Clásico Virgen de la Consolación
  - 3e du Tour du Zulia
- 2023
  -  Champion du Venezuela du contre-la-montre espoirs
  - 4e étape du Tour du Venezuela (contre-la-montre)
- 2025
  - 3e du championnat du Venezuela du contre-la-montre
  - 3e du championnat du Venezuela sur route

### Classements mondiaux
| Année                                 | 2021  | 2022  | 2023  |
| ------------------------------------- | ----- | ----- | ----- |
| Classement mondial                    | 1190e | 2141e | 1298e |
| UCI America Tour                      | 171e  | 352e  | 168e  |
|                                       |       |       |       |
| Légende : nc = non classéSource : UCI |       |       |       |

## Palmarès sur piste

### Championnats du Venezuela
- Valencia 2023[3]
  -  Champion du Venezuela de poursuite par équipes (avec Clever Martínez, Máximo Rojas et Max Tovar)
  -  Médaillé de bronze de la poursuite individuelle
- San Cristóbal 2025
  -  Médaillé d'argent de la poursuite par équipes[4]